# Доњевеликоморавска котлина
Доњевеликоморавска котлина је проширење у композитној долини Велике Мораве. Везује се за Багрданску клисуру на југу, док на северу прелази у ток Дунава између Смедерева и Костолца. Значајније место у котлини је Свилајнац. Дужина износи око 60 километара, а ширина 30-35 километара, дно јој је прекривено неогеним седиментима.